# إيمانويل باستريش
إيمانويل باستريش (بالإنجليزية: Emanuel Pastreich) (1964 ناشفيل، تينيسي، 1964) هو سياسي وأكاديمي أمريكي سياسي وخبير في العلاقات الدولية. باستريش هو أستاذ مشارك في جامعة كيونغ هي ومدير معهد آسيا في سيول، يكتب في الأدب الكلاسيكي لشرق آسيا والقضايا الراهنة في العلاقات الدولية والتقنية.

## السيرة
درس باستريش في مدرسة لويل الثانوية في سان فرانسيسكو، وتخرج في عام 1983. بدأ دراسته في جامعة ييل، حيث حصل على شهادة البكالوريوس في الصينية في عام 1987 ، وأثناء الدراسة الجامعية، درس في الخارج في جامعة تايوان الوطنية. حصل باستريش على شهادة الماجستير في الأدب المقارن من جامعة طوكيو في عام 1991، حيث كتب أطروحة الماجستير Edo kôki bunjin Tanomura Chikuden: Muyô no shiga
(المتأخر ايدو ليتراتس تانومورا شيكودن: عدم جدوى من اللوحة والشعر) باللغة اليابانية بالكامل. ثم عاد إلى الولايات المتحدة في عام 1998 وحصل على شهادة الدكتوراه في دراسات شرق آسيا من جامعة هارفارد. شغل منصب أستاذ مساعد في جامعة إلينوي في أوربانا شامبين، جامعة جورج واشنطن، وكلية سولبريدج الدولية للأعمال. باستريش هو الآن أستاذ مشارك في كلية الدراسات الدولية، جامعة كيونغ هي.

## الخدمة العامة الحكومية
شغل باستريش سابقا منصب مستشار العلاقات الدولية لحاكم مقاطعة تشونجنام ، مستشارا العلاقات الخارجية لمنطقة دايديوك إنوبوليس البحثية، و على التوالي في عام 2010 و 2012 حصل على رئاسة لجنة إدارة المدينة والاستثمار الأجنبي لمدينة دايجون.

## العمل
باستريش هو مدير معهد آسيا. يعتبر معهد آسيا خزان فكري يجري بحوثا على تقاطع العلاقات الدولية، والبيئة والتقنية في شرق آسيا. شغل سابقا منصب مستشار للعلاقات الدولية والاستثمار الأجنبي لحاكم مقاطعة تشونجنام (2007-2008). خدم باستريش سابقا منصب مدير لبيت كورس (2005-2007)، وهو مركز أبحاث للعلاقات الدولية يقع مقره في السفارة الكورية في واشنطن العاصمة، وكمحرر لمجلة كوريا الحيوية، وهي مجلة تصدرها وزارة الخارجية الكورية للتعريف بالثقافة والمجتع الكوري.
وتشمل كتاباته : روايات بارك جيون: ترجمات من العالمين الغابرة، ومجموعة من الروايات الحرجة المؤلفة في ما قبل العصر الحديث في كوريا، العامية المرئية: العامية الصينية وظهور الخطاب الأدبي في السرد الشعبي في إيدو اليابان، دراسة استقبال الأدب العامية الصينية في اليابان، والحياة هي مسألة اتجاه، وليس السرعة: روبنسون كروزو في كوريا، وصفا من تجاربه الذين يعيشون في كوريا وفقهاء العالم التحدث عن مستقبل كوريا، وهي سلسلة من المقابلات مع كبار العلماء مثل فرانسيس فوكوياما، لاري ولكرسون ونعوم تشومسكي حول كوريا المعاصرة.

## قائمة المراجع

### كتب
- روايات بارك جيون: ترجمات عوالم مهملة (بالإنجليزية: The Novels of Park Jiwon: Translations of Overlooked Worlds) (2011). سول: مطبعة جامعة سول الحكومية. ISBN 89-521-1176-1.
- الدنيوية المرئية: الصينية العامية وظهور خطاب أدبي حول السرد الشعبي في إيدو اليابان (بالإنجليزية: The Visible Mundane: Vernacular Chinese and the Emergence of a Literary Discourse on Popular Narrative in Edo Japan) (2011). سول: مطبعة جامعة سول الحكومية. ISBN 89-521-1177-X.
- (بالكورية) Segye seokhak deul hanguk eui mirae reul mal hada (Scholars of the World Speak Out About Korea's Future) (الحياة هي مسألة اتجاه، وليس من السرعة: السجلات من روبنسون كروزو في كوريا) (2011). لندن: كتب البدوي. (ردمك 978-89-91794-56-6)-03810
- (بالكورية) Segye seokhak deul hanguk eui mirae reul mal hada (علماء العالم يتحدثون عن مستقبل كوريا) (2012). سيول: كتب داسان. ISBN 978-89-6370-072
- (بالكورية) Han'gukin man moreu neun dareun daehan min'guk (جمهورية كوريا مختلفة - لا يجهلها سوى الكوريين ) (2013). Seoul: 21 Segi Books. (ردمك 978-89-509-5108-5)

## وصلات خارجية
- Circles and Squares سيرة
- The Asia Institute الصفحة الرئيسية